# Ribton
Ribton was een plaats in het Engelse graafschap Cumbria, gelegen op de noordoever van de Derwent op een afstand van 5 mijl (8 km) ten westen van Cockermouth en 3 mijl (5 km) ten noordoosten van Workington. Samen met Great en Little Broughton, Dovenby, Papcastle en Tallentire maakte het deel uit van de civil parish Bridekirk. Volgens een census in 1931 had het dorp toen 17 inwoners. Ribton ging in 1934 op in Camerton.